# Arthur W. Wright
Arthur W. Wright foi um dos primeiros cientistas a estudar os raios X.

## Experimentos
Em 1896 Wright realizou experimentos com tubos de Crookes de forma esférica para gerar fotografias de raios X de longa exposição. Esta convicto que os raios catódicos exalados da esfera eram diferentes daqueles descobertos por Philipp Lenard um ano antes. Para o futuro, Wright tencionava pesquisar o comportamento do alumínio sob raios X e seus efeitos combinados com corrente elétrica. Wright viu a possibilidade de usar os raios X nos campos médico e cirúrgico.